# Leopoldo López de Saá

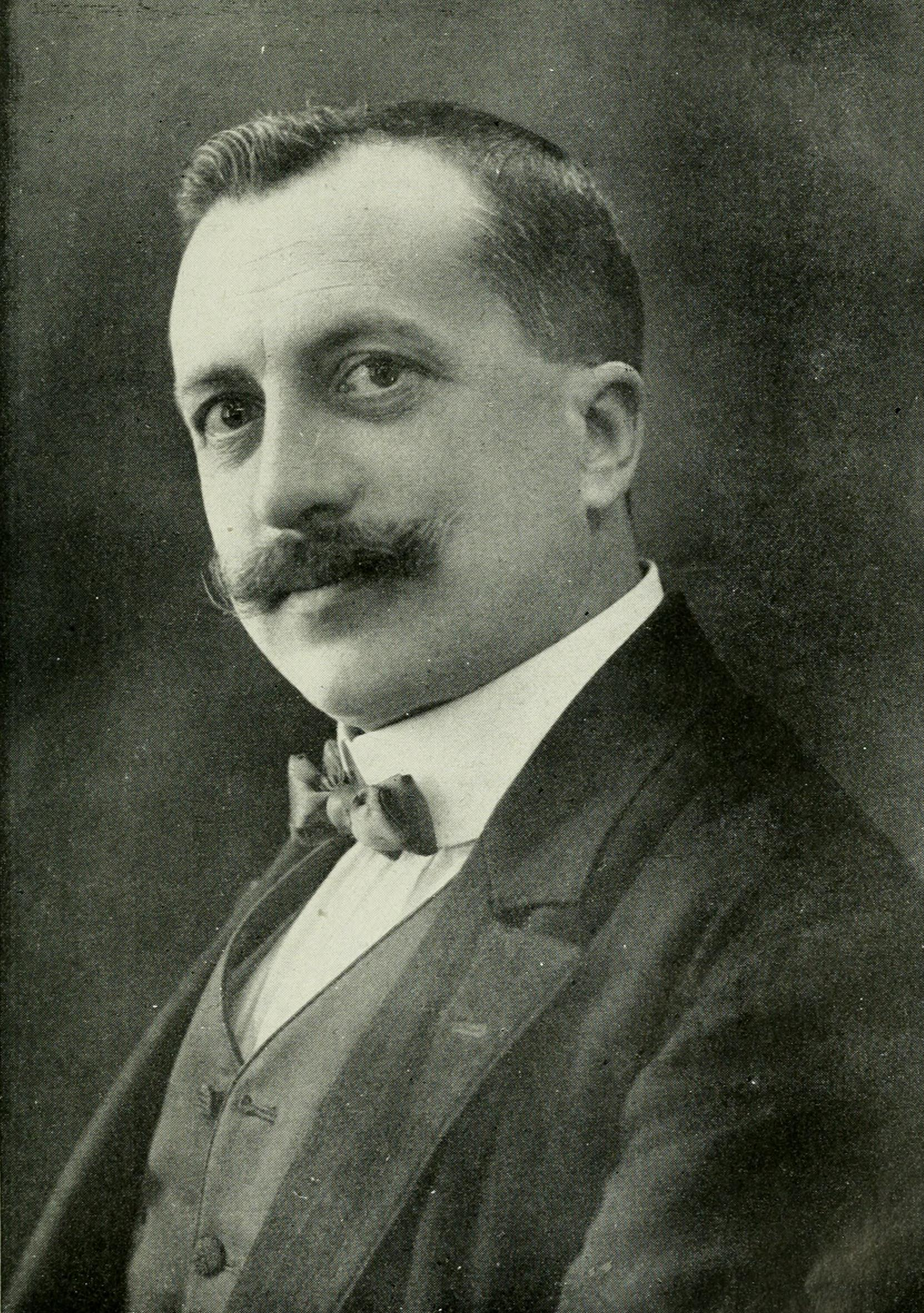
Leopoldo López de Saá

Leopoldo López de Saá (Medina de Pomar, 24 de junio de 1870-Madrid, 14 de febrero de 1936), fue un dramaturgo, poeta y periodista español.

## Biografía

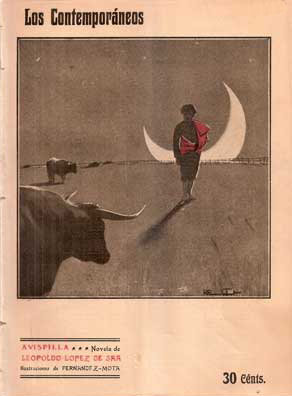
Avispilla (nº 70 de Los Contemporáneos, 29 de abril de 1910). Portada de Romero Calvet.

Leopoldo nació en Medina de Pomar, sin embargo toda su vida y obra se desarrolló en Madrid. Realizó sus estudios en el colegio de los escolapios y ya desde temprana edad despuntó su vocación por las letras. Fue José Zorrilla, quien le introdujo en el periodismo, colaborando en El Liberal, El Globo, Blanco y Negro, Nuevo Mundo, La Esfera, La Ilustración Española y Americana, Madrid Cómico y Vida Nueva, entre otras, además de diversas publicaciones de Hispanoamérica. A fines de siglo, dirigió la revista Pan y Toros y participó en la redacción de la obra La Tauromaquia (1896), que fue asesorada por "Guerrita", torero cordobés.
Su extensa producción literaria, entre la que se encuentra obras teatrales, cuentos, dramas, poemas, comedias o artículos periodísticos aunque ha caído prácticamente en el olvido, ha sido estudiada por José Luis Campal. 
Federico Carlos Sainz de Robles dijo de él: 

"Pudo vivir como había soñado desde niño: bien vestido y calzado, bien afeitado y repeinado, con el empaque de lo que era -un gran caballero-, fumador selector, dialogador tranquilo, derrochador de las sonrisas más complacientes que he conocido y frecuentador casi abusivo de las taquillas de la SGAE, donde se cobran las liquidaciones de autor. Muy pingües las de Don Leopoldo, y muy frecuentes".

## Obras
- «La tempestad en la sierra», poema de López de Saá publicado en Blanco y Negro el 8 de 1901. Ilustración de Ángel Andrade.Gualterio (1889)
- La chica del tío Reluces (1890)

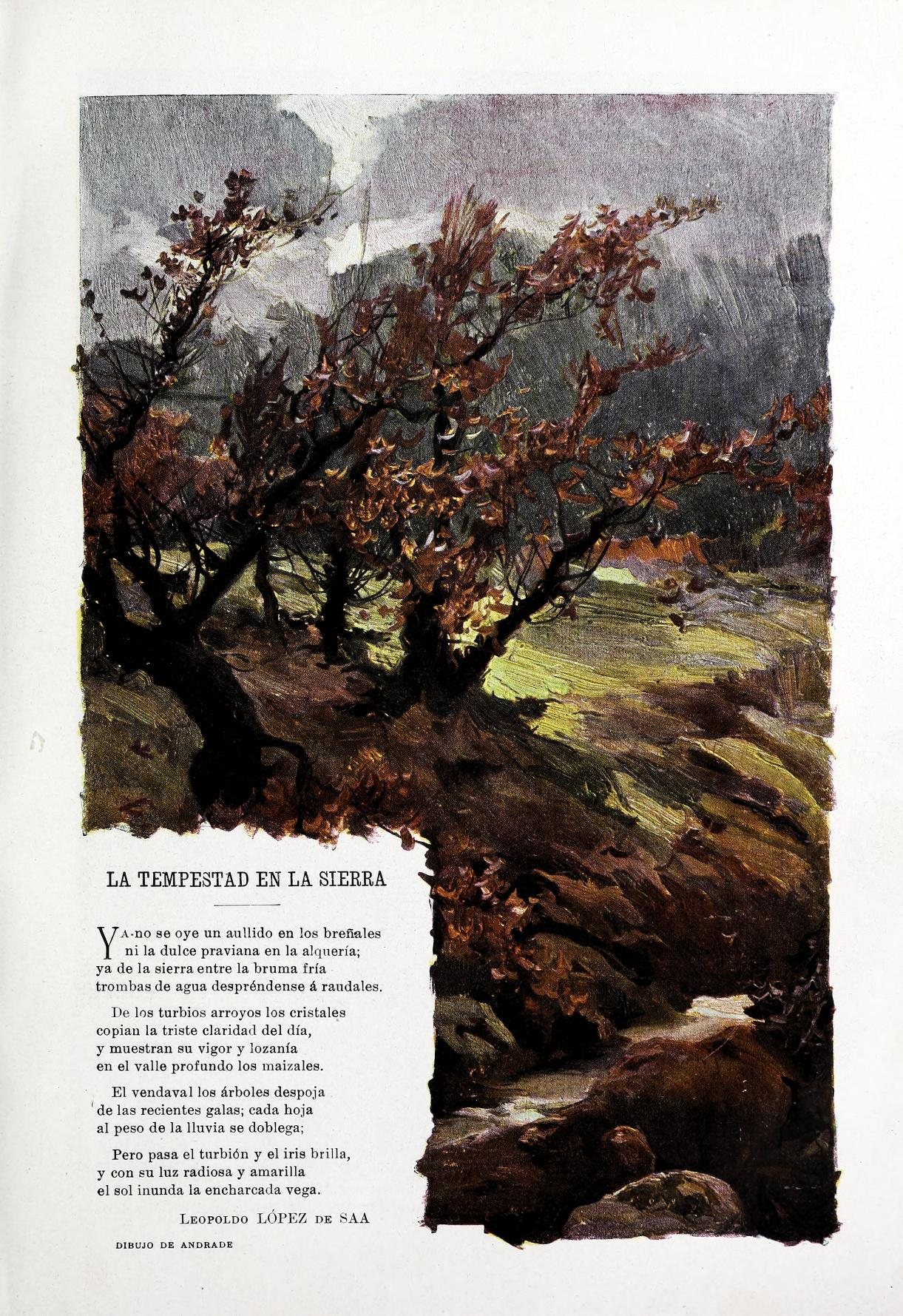
«La tempestad en la sierra», poema de López de Saá publicado en Blanco y Negro el 8 de 1901. Ilustración de Ángel Andrade.

- Allá van historias (1892), coautor
- Letras y monos (1895)
- El ciudadano Flor de Lis (1904)
- Los vividores (1906)
- Avispilla (1910)
- Carne de relieve (Historia de una buena mujer) (1911)
- De antigua raza (1913)
- Los indianos vuelven (1915)
- Bruja de amor (1917)
- Por un milagro de amor (1919)
- Gaviotas y golondrinas (1919)
- Las épocas que se van (1920)
- Un poeta romántico (1920)
- El amigo del Sol (1920)
- La muerta que mata (1924)
- Un hombre de buen sentido (1924)

## Premios
- Premio Especial del Concurso de cuentos organizado por el diario El Imparcial (1927), por Las llaves de oro.[2]